# Viktor Orbán
Viktor Orbán (Székesfehérvár, 31 mei 1963) is een Hongaars politicus en lid van de partij Fidesz. Hij was van 1998 tot 2002 premier van Hongarije, en vanaf 2010 vervult hij die functie opnieuw.
Hij wordt verantwoordelijk gehouden voor de democratische achteruitgang in Hongarije naar een electorale autocratie. Sinds hij in 2010 voor de tweede keer aan de macht kwam wordt de oppositie sterk tegengegaan, staat de vrijheid van meningsuiting onder druk, wordt de rechterlijke macht beïnvloed en worden eerlijke verkiezingen consequent ondermijnd.

## Biografie

### Vroege jaren
Orbán studeerde tussen 1981 en 1987 rechten in Boedapest, waarna hij enige tijd werkte voor het ministerie van Landbouw. In 1989 kon hij met een beurs van de Soros Foundations een jaar in Oxford studeren. Hij was in maart 1988 medeoprichter van Fidesz, toen nog de Bond van Jonge Democraten. Orbán kreeg grote bekendheid door in juni 1989 bij de herbegrafenis van Imre Nagy in het openbaar op te roepen tot vrije verkiezingen en terugtrekking van de Sovjet-troepen. Toen die verkiezingen in 1990 gehouden werden kreeg hij namens Fidesz een zetel in het parlement.
Aanvankelijk was Fidesz een los georganiseerde beweging, maar Orbán slaagde erin steeds meer zijn stempel op de partij te drukken. In 1993 kreeg hij de nieuwe functie van voorzitter. Geleidelijk schoof Fidesz ook inhoudelijk naar rechts. In de eerste jaren na 1990 werd er nog oppositie gevoerd tegen het conservatief-christelijk beleid van József Antalls Hongaars Democratisch Forum (MDF), maar geleidelijk kreeg Fidesz zelf een behoudende christelijke en nationalistische signatuur.
Het steeds kleiner wordende MDF werd rechts ingehaald, waarna Fidesz zich in de aanloop naar de verkiezingen van 1998 met de restanten van het MDF en de Partij van Kleine Landbouwers (FKgP) verbond om de Hongaarse Socialistische Partij (MSzP) te bestrijden. Dit had succes, de coalitie kreeg een parlementaire meerderheid en Orbán werd premier.

### Premier (1998)
De verrassende winnaar van de verkiezingen van mei 1998 was de Burgerpartij Fidesz (Jonge Democraten), die zich presenteerde als een rechts-liberale middenpartij met een oriëntatie op de middenklasse en het bedrijfsleven. Met 147 zetels werd zij de grootste partij van het parlement. Op 35-jarige leeftijd werd Viktor Orbán, die voorzitter was van Fidesz, premier van een coalitie met de agrarische-populistische FKgP en een restant van het Hongaars Democratisch Forum. De nieuwe regering legde zich toe op het terugdringen van corruptie en misdaad en het verhogen van de economische groei. In 1998 startten de onderhandelingen met de Europese Unie over toetreding. In maart 1999 werd Hongarije lid van NAVO. De regering-Orbán steunde openlijk het verlangen naar meer autonomie voor de ongeveer 400 000 Hongaren in de Noord-Servische provincie Vojvodina.
In juni 2001 werd de statuswet goedgekeurd om de culturele band met Hongaren in het buitenland te versterken. Door deze wet kregen de drie miljoen etnische Hongaren in de buurlanden bepaalde rechten, zoals toegang tot het onderwijs, de gezondheidszorg en de arbeidsmarkt in Hongarije.

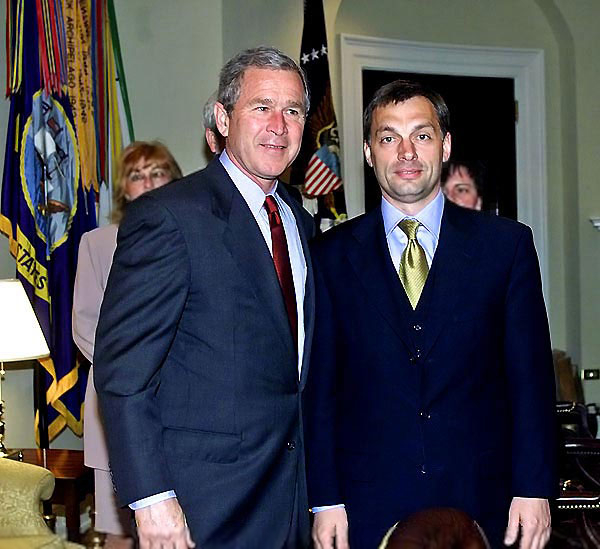
Viktor Orbán met de Amerikaanse president George W. Bush in 2001 in het Witte Huis

Kritiek was er ook op de autoritaire regeerstijl van Orbán, die het aantal zittingen van het parlement verminderde en probeerde de macht van de parlementaire meerderheid te vergroten.

### Oppositieleider (2002)
Bij de coalitiepartner FKgP kwamen schandalen aan het licht. Bij de verkiezingen van 2002 werd die partij dan ook weggevaagd, waardoor de uittredende coalitie haar meerderheid verloor.
Vanaf 2002 gold Orbán als oppositieleider, maar in het parlement voerde hij zelden het woord tijdens de vaak felle debatten. Ook de campagne voor de parlementsverkiezingen van 2006 was hard, waarbij het persoonlijk conflict tussen Orbán en de sociaaldemocratische leider Ferenc Gyurcsány centraal kwam te staan. De coalitie van Fidesz en het Hongaars Democratisch Forum (MDF) verloor opnieuw nipt de verkiezingen.
Toen in het najaar van 2006 een geheime toespraak werd gepubliceerd waarin Gyurcsány toegaf dat hij had gelogen over de economische situatie van het land en dat er onrealistische verkiezingsbeloftes waren gedaan, eiste Orbán het aftreden van de regering. Om die eis kracht bij te zetten werden er ter gelegenheid van de 50-jarige herdenking van de Hongaarse Opstand grote betogingen georganiseerd die uitliepen op gewelddadigheden, waarbij de politie op 23 oktober 2006 buitensporig geweld uitoefende op vreedzame Fidesz-betogers.

### Opnieuw premier (2010)
Toen Fidesz bij de verkiezingen van april 2010 met 52 procent van de stemmen 263 van de 386 zetels behaalde, beschikte Viktor Orbán over een comfortabele tweederdemeerderheid in het parlement. Nadat hij op 14 mei door president László Sólyom tot nieuwe premier werd benoemd, drukte Orbán meteen zijn stempel op het beleid en voerde hij een reeks grondige, maar omstreden hervormingen door. Zo beperkte hij de macht van het Hooggerechtshof, bemoeide hij zich met de benoeming van rechters en magistraten en versterkte hij zijn greep bij de Nationale Bank. Hij reduceerde het aantal parlementsleden van 386 naar 199. Om tegemoet te komen aan het pakket van bezuinigingen dat door de vorige ministersploeg met het IMF was overeengekomen en het begrotingstekort tot onder de drie procent van het BBP te reduceren, verminderde hij ook het aantal ambtenaren, ministeries en kabinetsmedewerkers. Op 1 januari 2012 werden tegelijkertijd een nieuwe Grondwet en een hervormd kiesstelsel van kracht. Als premier kwam Orbán in aanvaring met de buurlanden door alle etnische Hongaren recht te geven op een Hongaars paspoort.
In 2014, 2018 en 2022 werd Fidesz steeds met overmacht de winnaar en bleef Orbán premier van Hongarije.
Orbán onderhandelde ook met de Russische president Poetin, met wie hij in februari 2015 een politiek akkoord over gasleveringen sloot.
Naar aanleiding van de Europese vluchtelingencrisis liet Orbán vanaf juli 2015 een 4 meter hoge en 175 kilometer lange omheining langs de Servisch-Hongaarse grens bouwen. Na de voltooiing van deze afsluiting, op 15 september 2015, werd de verdere toestroom van migranten naar Hongarije grotendeels stopgezet. Dit hek lokte heel wat verontwaardiging uit bij mensenrechtenorganisaties en de regeringen van enkele andere West-Europese lidstaten. Orbán ziet het echter als de plicht van een land om zijn grenzen te beschermen en om Europa te behoeden voor de toevloed van de overwegend islamitische vluchtelingen uit het Midden-Oosten. Met zijn beleid probeert hij wellicht ook de concurrentie van de populaire rechts-radicale partij Jobbik te weerstaan.
Op 12 september 2018 stemde het Europees Parlement voor een strafprocedure (artikel 7) tegen Hongarije. Een van de aangehaalde punten van kritiek was de dreigende sluiting van de door de miljardair George Soros gefinancierde 'Central European University'.
Op 30 maart 2020 gaf een wet Orbán uitgebreide macht om bij decreet te regeren. Hierdoor mag de Hongaarse regering onbeperkt de noodtoestand verlengen om het coronavirus te bestrijden.
Sinds het aantreden van Orbán als regeringsleider bestaan er al zorgen over de onafhankelijkheid van de nieuwsmedia in Hongarije. Honderden media zijn in handen van aanhangers van de minister-president. Zo werden verscheidene onafhankelijke media omgevormd tot pro-regeringskanalen nadat ze werden opgekocht door aanhangers van de Fidesz-partij van Orbán. Zo werd de zender HirTV op 1 augustus 2018 overgenomen door een vriend van de premier. Nagenoeg van de ene op de andere dag veranderde het van een kritische, onafhankelijke zender in een pro-regeringskanaal.
Orbán liet in 2021 media verbieden die een homo- of transseksuele levensstijl promoten onder jongeren. De Europese Commissie gaf in de zomer van 2021 aan een strafprocedure te beginnen tegen Hongarije vanwege een door de regering-Orbán ingevoerde homowet 'die moet tegengaan dat kinderen op school of door boeken en films in aanraking worden gebracht met homoseksualiteit, transgenders en geslachtsverandering'.. In 2021 bleek uit internationaal onderzoek van het Pegasus-project dat verschillende leiders van de oppositie systematisch waren afgeluisterd.

### Buitenlandse vrienden
Orbán is een steunpilaar voor de Chinese leiders, die met hun Belt and Road-Initiative gemakkelijker toegang tot de Europese Unie willen krijgen. Hij werkte mee aan een nieuwe spoorverbinding Belgrado - Boedapest, die werd aangesloten op de Chinese haven van Piraeus. Na de gedwongen sluiting van de liberale universiteit van George Soros sloot Orbán een contract met China voor de vestiging van de Fudan-universiteit uit Shanghai. En hij deelt het Chinese standpunt dat de Westerse steun aan Oekraïne een belemmering vormt voor een vreedzame oplossing.
Orbán en Fidesz werden met de jaren ook een steeds hechtere bondgenoot van Georgische Droom, de regeringspartij in Georgië tijdens Orbán's premierschap. Georgische Droom ontwikkelde zich vanaf medio 2020 langs dezelfde sociaal-conservatieve en illiberale lijnen als de regering in Hongarije. De twee zijden vonden elkaar ook in de kritische en afwijzende houding ten aanzien van het Westen, de oorlog in Oekraïne, sancties tegen Rusland en militaire steun aan Oekraïne. Orbán's prominente spindoctor Árpád Habony en andere adviseurs waren actief in de communicatiestrategie van Georgische Droom.    
Orbán en zijn Georgische collega Irakli Garibasjvili sloten in 2022 een strategisch partnerschap, waarna regeringsdelegaties elkaar frequent bezochten in Budapest en Tbilisi voor verdere verdieping van de ministeriële relaties en samenwerking. Twee dagen na de betwiste Georgische parlementsverkiezing van oktober 2024, kwam Orbán persoonlijk in Tbilisi als eerste zijn felicitaties aan zijn Georgische collega Irakli Kobachidze overbrengen, tot ongenoegen van de Europese Unie. De twee regeringsleiders ontmoetten elkaar sindsdien frequent. Zowel Garibasjvili als Kobachidze waren gastsprekers op CPAC conferenties in Budapest.

### Privéleven
Viktor Orbán is getrouwd en heeft vijf kinderen. Hij is lid van de Hongaarse Gereformeerde Kerk (calvinistisch). Zijn vrouw, de juriste Anikó Lévai, en hun kinderen zijn katholiek. Hij heeft twee jongere broers, beiden ondernemers, Győző Orbán jr. (geboren in 1965) en Áron Orbán (geboren in 1977).
- Bibsys: 15010757
- Bibliothèque nationale de France: cb15038837z (data)
- Gemeinsame Normdatei: 12402064X
- International Standard Name Identifier: 0000 0001 2141 7284
- Library of Congress Control Number: n95097677
- Nationale Bibliotheek van Letland: 000267849
- Bibliotheek van het Japanse parlement: 032819940
- Nationale Bibliotheek van Tsjechië: js20060428029
- Nationale Bibliotheek van Israël: 987007356775705171
- Nationale Bibliotheek van Polen: a0000002559752
- Nationale en Universitaire bibliotheek Zagreb: 000771311
- Nederlandse Thesaurus van Auteursnamen: 417396058
- Parlement.com: vifomerdl0qv
- Système universitaire de documentation: 067638481
- Virtual International Authority File: 84249300
- WorldCat: E39PBJcBRhcgVcgQ83kMQKqJDq